# Capnia jewetti
Capnia jewetti är en bäcksländeart som beskrevs av Theodore Henry Frison 1942. Capnia jewetti ingår i släktet Capnia och familjen småbäcksländor. Inga underarter finns listade i Catalogue of Life.